# Dasybranchethus
Dasybranchethus är ett släkte av ringmaskar. Dasybranchethus ingår i familjen Capitellidae.
Kladogram enligt Catalogue of Life:
| Dasybranchethus | \| \| Dasybranchethus fauveli \| \| \| \| \| \| Dasybranchethus pacifica \| \| \| \| |
|                 | \| \| Dasybranchethus fauveli \| \| \| \| \| \| Dasybranchethus pacifica \| \| \| \| |
|                 | Dasybranchethus fauveli                                                              |
|                 |                                                                                      |
|                 | Dasybranchethus pacifica                                                             |
|                 |                                                                                      |